# Spiegazione del Catechismo di San Pio X
Spiegazione del Catechismo di San Pio X è un'opera letteraria manualistica scritta da Padre Carlo Dragone, con l'imprimatur del 1956.

## Citazioni
- Sicurezza e chiarezza di dottrina;
- trattazione completa di tutto l'insegnamento teorico e pratico;
- relativa brevità, pur essendo una ricca miniera per il catechista;
- sana modernità ed elevatezza di pensiero, insieme alla necessaria semplicità;
- giusta proporzione tra le parti: dogma, morale, culto.»

( Padre  Dragone, Prefazione alla prima edizione, sac. Giacomo Alberione, in Spiegazione del Catechismo di San Pio X, Edizioni Paoline, 1963,  p. 5.)

## Descrizione dell'opera
L'autore fa riferimento al Catechismo della Dottrina Cristiana (pubblicato nel 1912 per ordine del Sommo Pontefice San Pio X), composto di 433 domande e risposte: «Per chi adopera questo manuale non occorre insistere sulla necessità dell'istruzione catechistica. Il fatto di procurarsi il volume e lo zelo nell'insegnamento dicono tutto».
Il manuale è una guida per i catechisti o per la formazione dottrinale cattolica di ogni persona di qualunque età; inoltre offre «in forma esatta, chiara, viva e relativamente completa, la spiegazione delle verità contenute nel testo del Catechismo pubblicato per  ordine di San Pio X». I «numerosi esempi inseriti nell'esposizione e aggiunti dopo la spiegazione di ogni domanda hanno un duplice scopo: aiutare a capire la dottrina cristiana fin dove è possibile, e offrire al Catechista un mezzo per suscitare l'interesse e mantenerlo vivo nei fanciulli».